# Glattdelfine
Die Glattdelfine (Lissodelphis) sind eine Gattung der Delfine. Zur Gattung gehören nur zwei Arten, der Nördliche Glattdelfin (Lissodelphis borealis) und der Südliche Glattdelfin (Lissodelphis peronii). Sie zeichnen sich durch das völlige Fehlen einer Rückenflosse aus und sind deshalb sehr leicht zu erkennen.
Der wissenschaftliche Gattungsname ist aus den altgriechischen Worten lissos (weich) und delphis (Delfin) zusammengesetzt. Er bezieht sich auf die weiche Haut der Oberseite und die fehlende Rückenflosse.

## Merkmale
Beide Arten sind schlank gebaut und haben kleine, spitz endende Brustflossen (Flipper) sowie eine relativ kleine Schwanzfluke. Wie eingangs erwähnt, haben sie keine Rückenfinne, so dass sie auf offener See sehr leicht von allen anderen Delfinen unterscheidbar sind. Beide Arten sind auch in der Färbung sehr ähnlich. Sie haben einen weißen Bauch und sind ansonsten schwarz, wobei sich die weiße Fläche bei der südlichen Art weiter ausbreitet und auch die Flipper sowie Teile der Seiten und des Kopfes einnimmt.
Die Männchen der Nördlichen Glattdelfine sind ausgewachsen etwa 2,20 Meter lang, die Weibchen etwa 2,0 Meter. Die Südlichen Glattdelfine sind mit maximal 2,50 Meter etwas größer und mit etwa 100 Kilogramm Gewicht verglichen mit den 90 Kilogramm ihrer Verwandten auch etwas schwerer. Bei der Geburt sind die Tiere etwa halb so lang wie die Erwachsenen, sie leben etwa 40 Jahre.

## Verbreitung
Der Nördliche Glattdelfin ist im gemäßigt-warmen Pazifik beheimatet, wobei seine Verbreitung von Kamtschatka und Japan an der asiatischen Küste bis nach British Columbia und die Baja California an der amerikanischen Westküste reicht. Über Wanderungen der Tiere ist nichts bekannt, es wird jedoch angenommen, dass sie den Schwärmen ihrer Hauptnahrungsquelle, den Tintenfische und Kalmaren, folgen. An der Küste Kaliforniens wurden die Tiere bislang nur im Sommer beobachtet, im Winter und Frühjahr halten sie sich in der Hochsee auf. Bestandszahlen sind nicht bekannt, an der amerikanischen Küste werden etwa 14.000 Individuen vermutet.
Der Südliche Glattdelfin ist rund um den Südpol (circumpolar) zwischen dem 40. und dem 55. Breitengrad südlicher Breite in den gemäßigt-warmen Gewässern zu finden. Sie wurden gelegentlich auch in der Tasmanischen See vor Australien beobachtet.

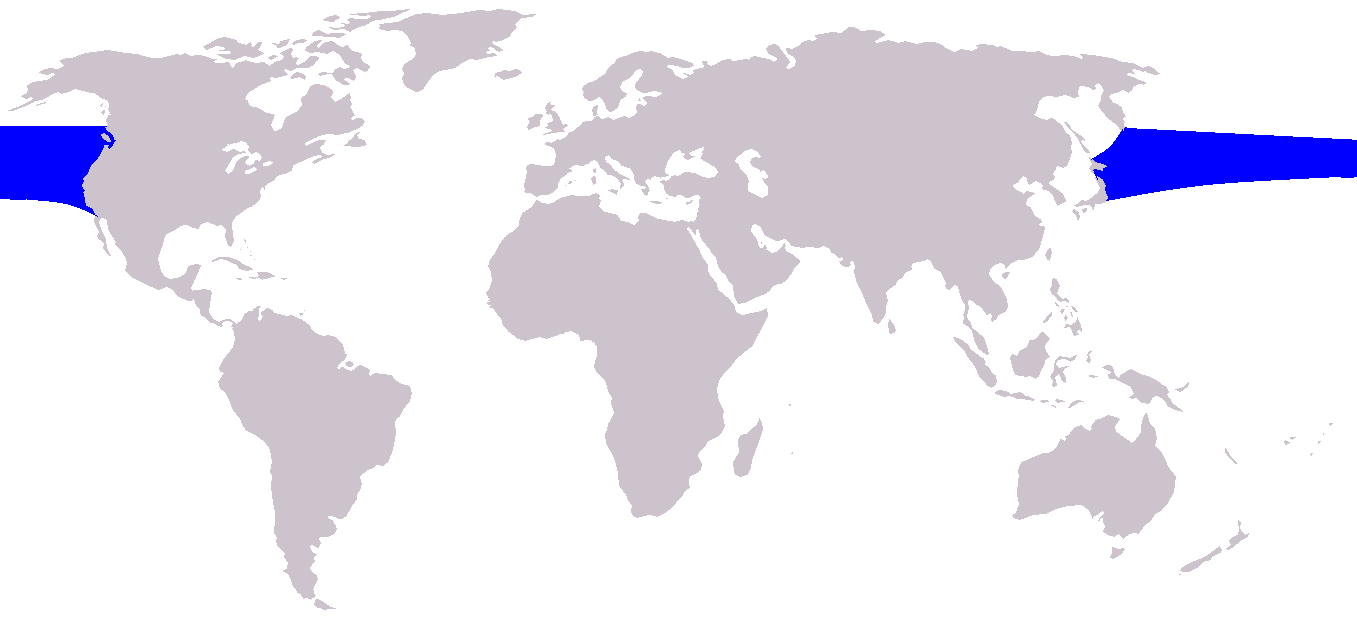
Verbreitung des Nördlichen Glattdelfins
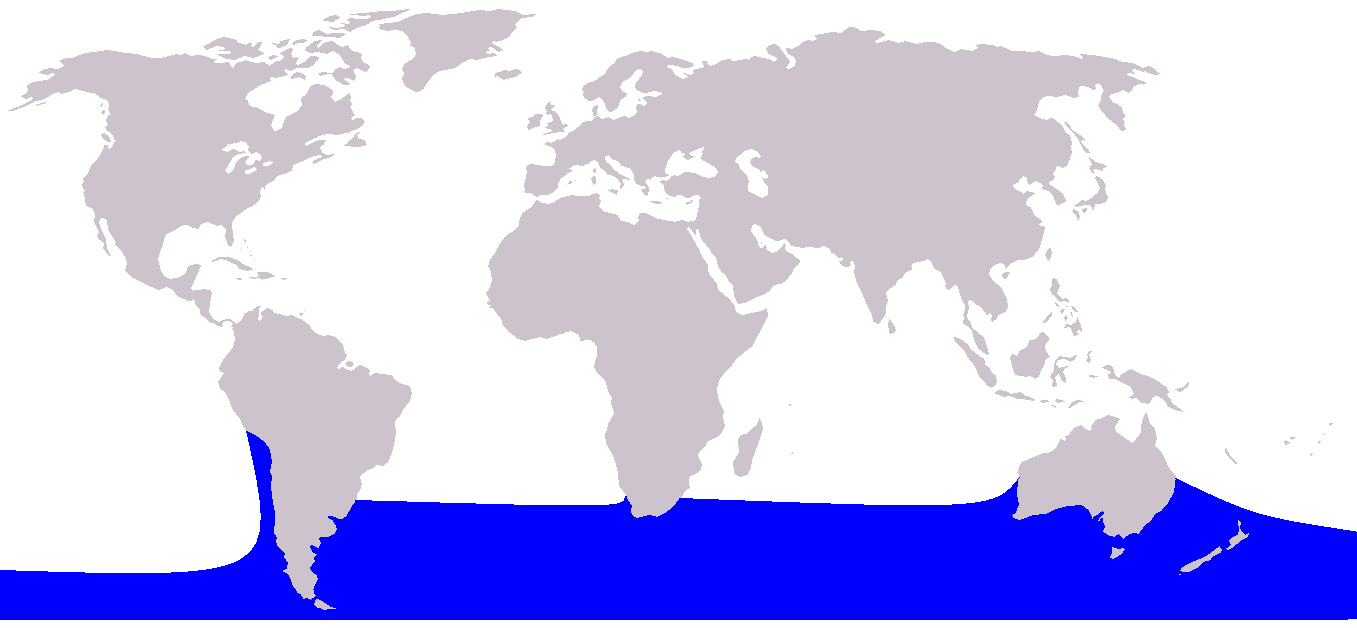
Verbreitung des Südlichen Glattdelfins

## Verhalten
Obwohl beide Arten der Glattdelfine schon recht lange bekannt sind, sind ihre Verhaltensweisen noch weitgehend unerforscht. Beide Arten sind sehr gesellig und bilden Schulen von mehreren hundert Tieren. Diese können sich wiederum zusammenschließen in große Gruppen von bis zu 3.000 Individuen. Dabei kommt es auch zur Durchmischung mit anderen sozialen Walen wie verschiedenen anderen Delfinen oder Grindwalen. Mit Höchstgeschwindigkeiten von 40 km/h gehören die Glattfdelfine außerdem zu den schnellsten Schwimmern unter den Walen, wobei sie Sprünge von bis zu sieben Metern Höhe vollführen können.
Im Normalfall meiden die Glattdelfine Boote, obwohl auch schon „reitende“ Tiere auf den Bugwellen dieser beobachtet werden konnten. Vom Nördlichen Glattdelfin sind außerdem keine Strandungen bekannt, vom Südlichen Glattdelfin wurde eine Strandung von 77 Tieren auf Catham Island dokumentiert.

## Bedrohung
Die Bestandssituation der Glattdefine wird als weitgehend unbedenklich eingestuft. Beide Arten werden nicht bejagt, allerdings wurden etliche tausend Tiere durch die Netze der Schleppnetzfischerei getötet.

## Haltung
Es gab Versuche, den Nördlichen Glattdelfin in Aquarien zu halten, allerdings starben die Tiere meistens innerhalb von maximal drei Wochen aus unbekannten Gründen. Ein einziges Individuum lebte 15 Monate in Gefangenschaft. Beim Südlichen Glattdelfin hat es keine Haltungsversuche gegeben.

## Belege
1. ↑  Conder & Strahan (Hrsg.): Dictionary of Australian and New Guinean Mammals. CSIRO PUBLISHING, 2007, ISBN 978-0-643-10006-0, S. 68 (Lissodelphis).